# Championnat de Syrie de football 1988-1989
Navigation
Saison 1987-1988 Saison 1989-1990
La saison 1988-1989 du Championnat de Syrie de football est la dix-huitième édition du championnat de première division en Syrie. Les douze meilleurs clubs du pays sont regroupés au sein d'une poule unique où ils s'affrontent deux fois au cours de la saison, à domicile et à l'extérieur. En fin de saison, deux clubs sont relégués et remplacés par les deux meilleurs clubs de deuxième division.
C'est le club de Jableh SC, double tenant du titre, qui remporte à nouveau le championnat cette saison, après avoir terminé en tête du classement final, avec deux points d'avance sur un duo composé d'Al Shorta Damas et d'Al Ittihad Alep. C'est le troisième titre de champion de Syrie de l'histoire du club.

## Les clubs participants
| - Al Futuwa Deir ez-Zor - Al-Karamah SC - Al Ittihad Alep - Jableh SC - Al Wathba Homs - Al Shorta Damas | - Tishreen SC - Al Jazira Damas - Promu de D2 - Al Taliya Hama - Promu de D2 - Al Majd Damas - Hurriya SC - Hutteen SC |

## Compétition

### Classement
Le barème utilisé pour établir le classement est le suivant :
- Victoire : 3 points
- Match nul : 1 point
- Défaite : 0 point

| Rang | Équipe                 | Pts | J  | G  | N | P  | Bp | Bc | Diff |
| ---- | ---------------------- | --- | -- | -- | - | -- | -- | -- | ---- |
| 1    | Jableh SCT             | 39  | 22 | 10 | 9 | 3  | 29 | 13 | +16  |
| 2    | Al Shorta Damas        | 37  | 22 | 10 | 7 | 5  | 33 | 18 | +15  |
| 3    | Al Ittihad Alep        | 37  | 22 | 10 | 7 | 5  | 25 | 14 | +11  |
| 4    | Al-Karamah SC          | 36  | 22 | 9  | 9 | 4  | 17 | 10 | +7   |
| 5    | Al Futuwa Deir ez-ZorC | 36  | 22 | 10 | 6 | 6  | 25 | 25 | 0    |
| 6    | Tishreen SC            | 34  | 22 | 9  | 7 | 6  | 33 | 24 | +9   |
| 7    | Al Majd Damas          | 31  | 22 | 8  | 7 | 7  | 24 | 17 | +7   |
| 8    | Al Jazira DamasP       | 27  | 22 | 7  | 6 | 9  | 25 | 29 | -4   |
| 9    | Hurriya SC             | 26  | 22 | 6  | 8 | 8  | 23 | 28 | -5   |
| 10   | Al Wathba Homs         | 24  | 22 | 6  | 6 | 10 | 19 | 21 | -2   |
| 11   | Hutteen SC             | 23  | 22 | 5  | 8 | 9  | 19 | 25 | -6   |
| 12   | Al Taliya HamaP        | 5   | 22 | 1  | 2 | 19 | 5  | 61 | -56  |

|  | Champion de Syrie 1988-1989                                                           |
|  | Relégation directe en deuxième division                                               |
|  | T : Tenant du titre C : Vainqueur de la Coupe de Syrie P : Promu de deuxième division |

## Bilan de la saison
| Championnat de Syrie de football 1988-1989                        |                       |
| Champion                                                          | Jableh SC (3e titre)  |
| Coupes et trophées                                                |                       |
| Vainqueur de la Coupe de Syrie 1988-1989                          | Al Futuwa Deir ez-Zor |
| Qualifications continentales                                      |                       |
| Coupe d'Asie des clubs champions 1989-1990                        | Aucun                 |
| Promotions et relégations                                         |                       |
| Promus en Syrian League                                           | Al Wahda Damas        |
| Promus en Syrian League                                           | Al Jihad Damas        |
| Relégués en Championnat de Syrie de football de deuxième division | Hutteen SC            |
| Relégués en Championnat de Syrie de football de deuxième division | Al Taliya Hama        |